# Jula
Jula (árabe: خلع) es el derecho de una mujer a divorciarse o separarse del marido previsto en el Corán (IV-128 y II-229).
Tras el divorcio, los hijos viven con la madre hasta los siete años, pero el padre es responsable de su manutención, a partir de los siete deciden vivir con uno u otra.